# Jacques Joseph Garat
Pour l’article homonyme, voir Garat.
Jacques Joseph Garat dit à l'époque « Maillia-Garat » ou « Garat-Mailla » (9 février 1767 - Bordeaux, province de Guyenne, mort dans la même ville le 5 novembre 1839), est un homme politique français et administrateur des XVIIIe et XIXe siècles.

## Biographie
Second fils de Dominique Garat, et frère de Joseph Dominique Fabry-Garat, Jacques Joseph Garat, grand avocat connu à l'époque, dit « Garat-Mailla », était un homme lettré et cultivé pour son époque
Partisan du coup d'État du 18 brumaire, il est appelé au Tribunat, le 4 nivôse an VIII, il y fait preuve d'indépendance, et prend la parole sur divers projets de loi, notamment sur ceux qui avaient trait à l'établissement de tribunaux criminels spéciaux (13 pluviôse an IV), et à la publication, aux effets et à l'application des lois en général (18 frimaire an X), etc.

Il vote contre ces deux projets, qu'il prétendait contraires à la constitution, et à la sûreté des citoyens, et expose longuement ses raisons. Pour combattre l'établissement de tribunaux spéciaux, il dit : 

« Oui, l'institution du jury, qui est toute civique, vit de l'esprit public. Cet esprit est le véritable soutien des Etats ; il ne peut se former, se fortifier que par la stabilité des lois par le développement continuel de leur morale ; c'est par leur application continuelle et par le langage de leurs organes que ce développement se fait naturellement et sans efforts. Ce sont là les seuls moyens qui soient dans un vrai rapport avec les vertus et l'autorité des magistrats de la république... »

 Son attitude le fit exclure du Tribunat à la première élimination que subit ce corps en 1802.

Avant cette vengeance ministérielle, on avait trouvé plaisant de faire courir sur le tribun indocile ce distique épigrammatique : 

« Pourquoi ce peut homme est-il au tribunat ?
C'est que ce petit homme a son oncle au sénat. »

Après sa sortie du Tribunat, il rentre à Bordeaux, se retire dans la vie privée d'où il ne sort qu'à l'époque des Cent-Jours, pour remplir les fonctions de secrétaire général de la préfecture de la Gironde. Sa conduite, dans ces fonctions administratives, fut sage et modérée ; elle ne l'empêcha pas, cependant, après la seconde Restauration en 1815, de s'éloigner des affaires publiques.